# Tyler Saladino
Pour les articles homonymes, voir Saladino.
Tyler Artolo Saladino (né le 20 juillet 1989 à San Diego, Californie, États-Unis) est un ancien joueur d'arrêt-court de la Ligue majeure de baseball.

## Carrière
Ryan Lollis est pour la première fois repêché en 2009 par les Astros de Houston, qui le réclament au 36e alors qu'il joue pour le collège Palomar de San Marcos (Californie). Il repousse cette première offre pour rejoindre l'université Oral Roberts, puis signe son premier contrat professionnel avec les White Sox de Chicago, qui le repêchent au 7e tour de sélection en 2010. Sa 5e saison dans les ligues mineures en 2014 doit être sa première entièrement jouée au niveau Triple-A, et il frappe pour ,310 de moyenne au bâton en 82 matchs des Knights de Charlotte, lorsqu'une blessure au coude droit le contraint à subir une opération Tommy John à la fin juillet.
Il revient au jeu en 2015 et fait le 10 juillet suivant ses débuts dans le baseball majeur avec les White Sox de Chicago. Joueur d'arrêt-court et, très rarement, de deuxième but dans les ligues mineures, Saladino est aligné au troisième coussin à son arrivée chez les Sox. À son second match, le 11 juillet face aux Cubs de Chicago, il réussit son premier coup sûr dans les majeures, un triple aux dépens du lanceur Jon Lester qui lui vaut son premier point produit.